# Gymnastiek op de Olympische Zomerspelen 2020 – Trampoline mannen
Het trampoline springen voor de mannen op de Olympische Zomerspelen 2020 in Tokio vond plaats op 31 juli 2021 (kwalificatie en finale). De Wit-Rus Ivan Litvinovitsj won het onderdeel voor de Chinees Dong Dong die het zilver pakte en de Nieuw Zeelander Dylan Schmidt die het brons won.

## Format
Alle deelnemende mannen moesten twee kwalificatie-oefening springen. De scores van beide oefeningen werden bij elkaar opgeteld en de beste acht deelnemers gingen door naar de finale. Echter mochten er maximaal twee deelnemers per land in de finale komen. De scores van de kwalificatie werden bij de finale gewist, en alleen de scores die in de finale gehaald werden, telden. In de finale mochten de acht springers maar een oefening springen.

## Kwalificatieronde
| Rang | Gymnast                | Gymnast | Sprong 1 | Sprong 2 | Totaal  |    |
| ---- | ---------------------- | ------- | -------- | -------- | ------- | -- |
| 1    | Ivan Litvinovitsj      | BLR     | 53.515   | 60.040   | 113.555 | Q  |
| 2    | Vladsjislav Gantsjarov | BLR     | 53.180   | 60.220   | 113.400 | Q  |
| 3    | Dylan Schmidt          | NZL     | 52.415   | 59.705   | 112.120 | Q  |
| 4    | Dominic Clarke         | AUS     | 52.130   | 59.550   | 111.680 | Q  |
| 5    | Dong Dong              | CHN     | 52.275   | 59.375   | 111.650 | Q  |
| 6    | Daiki Kishi            | JPN     | 52.205   | 59.335   | 111.540 | Q  |
| 7    | Andrey Yudin           | ROC     | 51.770   | 59.475   | 111.245 | Q  |
| 8    | Dmitry Ushakov         | ROC     | 49.795   | 59.690   | 109.485 | Q  |
| 9    | Ángel Hernández        | COL     | 51.350   | 54.580   | 105.930 | R1 |
| 10   | Seif Sherif            | EGY     | 45.810   | 50.380   | 96.190  | R2 |
| 11   | Diogo Abreu            | POR     | 52.135   | 41.285   | 93.420  | -  |
| 12   | Mykola Prostorov       | UKR     | 51.385   | 41.185   | 92.570  | -  |
| 13   | Aliaksei Shostak       | USA     | 51.165   | 30.985   | 82.150  | -  |
| 14   | Gao Lei                | CHN     | 52.245   | 10.575   | 62.820  | -  |
| 15   | Ryosuke Sakai          | JPN     | 38.935   | 23.315   | 62.250  | -  |
| 16   | Allan Morante          | FRA     | 14.590   | 6.490    | 21.080  | -  |

Reserve
- Ángel Hernández  COL
- Seif Sherif  EGY

## Uitslag
- D-Score; de moeilijkheidsgraad van de oefening
- E-Score; de uitvoeringsscore van de oefening
- Vlucht; de score voor de vlucht
- Straf; straffen die zijn gegeven door de jury
- Totaal; D-Score + E-Score + Vlucht - Straf geeft de totaalscore

| Rang   | Gymnast                | Gymnast | D-Score | E-Score | Vlucht | Straf | Totaal |
| ------ | ---------------------- | ------- | ------- | ------- | ------ | ----- | ------ |
| Goud   | Ivan Litvinovitsj      | BLR     | 18.200  | 16.500  | 17.915 |       | 61.715 |
| Zilver | Dong Dong              | CHN     | 17.800  | 16.600  | 17.135 |       | 61.235 |
| Brons  | Dylan Schmidt          | NZL     | 17.800  | 16.300  | 16.975 |       | 60.675 |
| 4      | Vladsjislav Gantsjarov | BLR     | 17.900  | 16.300  | 17.365 |       | 60.565 |
| 5      | Dmitry Ushakov         | ROC     | 17.100  | 16.500  | 17.100 |       | 59.600 |
| 6      | Andrey Yudin           | ROC     | 17.800  | 15.200  | 16.735 |       | 58.235 |
| 7      | Daiki Kishi            | JPN     | 17.300  | 14.900  | 16.915 |       | 57.815 |
| 8      | Dominic Clarke         | AUS     | 7.400   | 6.600   | 7.255  |       | 24.955 |

2000: Aleksandr Moskalenko ·
2004: Joeri Nikitin ·
2008: Lu Chunlong · 
2012: Dong Dong · 
2016: Vladsjislav Gantsjarov · 
2020: Ivan Litvinovitsj · 
2024: Ivan Litvinovitsj · 